# Distrito de Karbi Anglong
Karbi Anglong (en asamés;কাৰ্বি আংলং) es un distrito de India en el estado de Assam, poblado mayoritariamente por la etnia karbi. Código ISO: IN.AS.KA.
El centro administrativo es la ciudad de Diphu.
Comprende una superficie de 10 434 km².

## Topografía
Es una región con muchos valles y montañas. Se encuentra a una altitud entre 250 y 1000 m sobre el nivel del mar.

## Clima
Temperatura entre 17°,2° y 27° Lluvias entre 1000 y 2500 mm.

## Población
Según censo 2011 contaba con una población total de 965 280 habitantes, de los cuales 471 978 eran mujeres y 493 482 varones.

## Historia reciente
Cuando la etnia Karbi reclamó la autonomía en el distrito de Anglong en Assam, los comunistas de la región formaron una organización llamada Peoples Democratic Front (PDF, 1985) para orientar la lucha por la autonomía por caminos revolucionarios. Su candidato a las elecciones del Estado de Asam, Holiram Terang, obtuvo un escaño, siendo la primera vez que un miembro del Partido comunista de la India-marxista-leninista-guerra popular entraba en un parlamento. La demanda de autonomía se hizo mayor en Anglong y en el distrito vecino de North Cachar Hills y por ello el PDF fue rebautizado Autonomous State Demand Comitte (ASDC) venciendo en las elecciones de 1989 en el distrito de Anglong. En 1991 el ASDC obtuvo todos los escaños del distrito en las elecciones legislativas de Asam y más tarde un miembro de la organización, Jayanta Rongpi, obtuvo un escaño a nivel nacional, escaño que conservó en 1996 y 1998. En las elecciones de 1996 en Assam el ASDC obtuvo los cuatro escaños del distrito de Anglong y uno en North Cachar Hills, donde el mismo año obtuvo la victoria en las elecciones del distrito desbancando al partido del Congreso.